# Snöiris
Snöiris (Iris histrioides) är en irisväxtart som först beskrevs av George Fergusson Wilson och som fick sitt nu gällande namn av Samuel Arnott.
Iris histrioides ingår i irissläktet och familjen irisväxter. Inga underarter finns listade i Catalogue of Life.

## Bilder

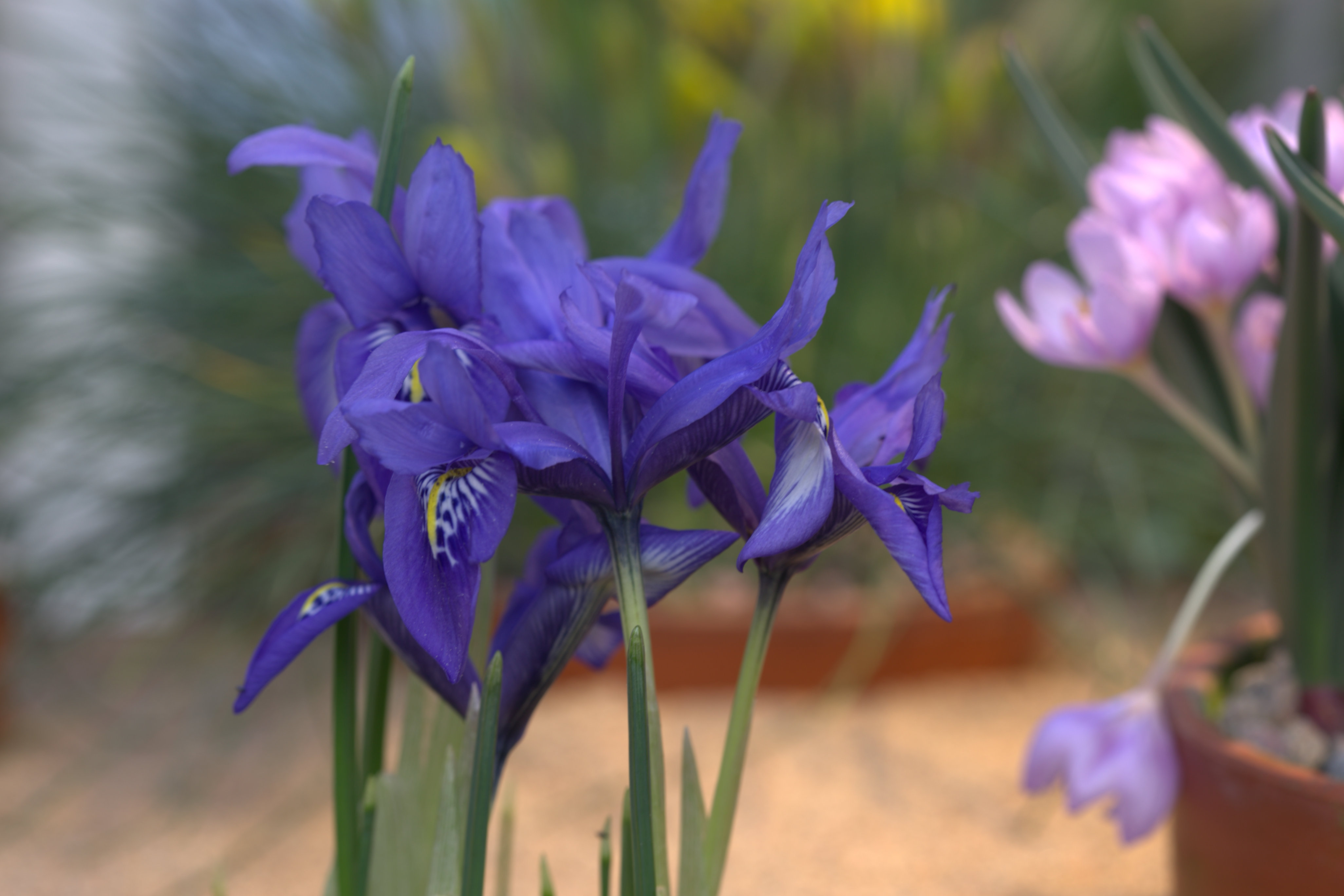
Iris histrioides f. major
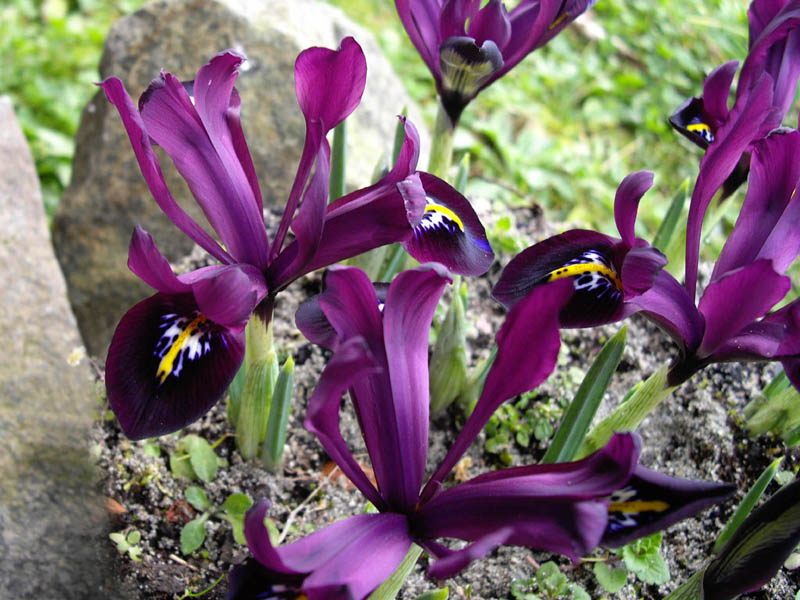
Varietén 'Gerorge'
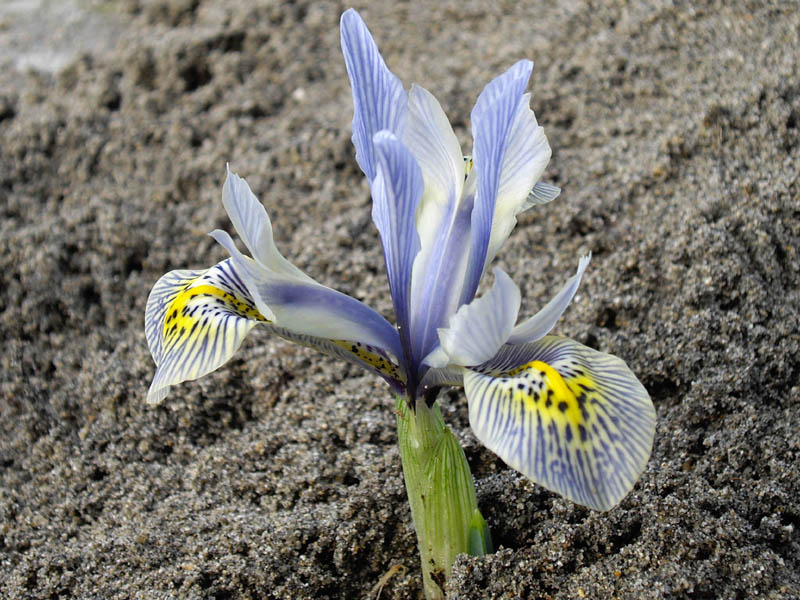
Varietén 'Katharine Hodgkin'